# Marija Kavtaradze
Pour l’article homonyme, voir Gia Kavtaradze.
Marija Kavtaradze, née le 3 juin 1991 à Vilnius (Lituanie), est une réalisatrice et scénariste lituanienne.

## Biographie
Marija Kavtaradze naît le 3 juin 1991 à Vilnius (Lituanie). Elle étudie la réalisation à l'Académie de musique et de théâtre de Lituanie de 2010 à 2014. Elle réalise pendant cette période 5 courts-métrages dont 3 sélectionnés au Festival international du film de Vilnius (Kino pavasaris),.
En 2016, Marija Kavtaradze coécrit le long métrage The Saint réalisé par Andrius Blaževičius, produit par Marija Razgutė (M-Films), qui a été présenté en avant-première au Festival International du Film de Busan et au Festival International du Film de Varsovie en 2016.
Avec le réalisateur Andrius Blaževičius et Tekle Kavtaradze, elle coécrit également le long métrage Runner en 2021 réalisé par Andrius Blaževičius, produit par la productrice de M-Films Marija Razgutė, dont la première a lieu au Festival International du Film de Karlovy Vary en 2021.
Elle réalise et écrit son premier long métrage Summer Survivors en 2018, aussi produit par Marija Razgutė (M-Films). Le film est présenté en avant-première mondiale au Festival International du Film de Toronto en 2018 pour ensuite être sélectionné dans de nombreux festivals et remporte 3 prix cinématographiques nationaux.
En 2023, elle réalise et écrit Slow, troisième collaboration de la réalisatrice avec la production Marija Razgutė (M-Films). La première du film a lieu au Festival du Film de Sundance où Marija Kavtaradze remporte le prix de la mise en scène.
Elle est actuellement en train de développer et de coécrire le premier long métrage de Vytautas Katkus, The Visitor, produit par M-Films.

## Filmographie

### Réalisatrice
- 2010 : Before Falling (fiction / court métrage / Lituanie)
- 2010 : Washed Fairytale (fiction / court métrage / Lituanie)
- 2013 : Youngblood  (fiction / court métrage / Lituanie)
- 2013 : The Accident (fiction / court métrage / Lituanie)
- 2013 : Normal people don’t explode themselves (fiction / court métrage / Lituanie)
- 2014 : Floor scrapers  (fiction / court métrage / Lituanie)
- 2014 : I'm Twenty Something (fiction / court métrage / Lituanie)
- 2015 : Igloo (fiction / court métrage / Lituanie)
- 2018 : Summer Survivors (fiction / 91 min / Lituanie)
- 2023 : Slow (fiction / 108 min / Lituanie, Espagne, Suède)

### Scénariste
- 2011 : Laikinai (fiction / short / Lithuania)
- 2016 : The Saint (fiction / feature / Lithuania, Poland)
- 2018 : Nacionalinės Premijos Laureatų Vaikai (fiction / short / Lithuania)
- 2019 : Laukais (fiction / short / Lithuania)
- 2020 : Pieno Baras (animation / short / Lithuania)
- 2021 : Runner (fiction / feature / Lithuania, Czech Republic)
- 2024 : The Visitor (fiction / feature / Lithuania, France / in development)

## Récompenses et distinctions en tant que réalisatrice

### Récompenses
- 2010 : Before Falling (Meilleur film étudiant aux prix de l'Académie lituanienne du film)
- 2013 : Youngblood (Nommé pour le Meilleur film étudiant aux prix de l'Académie lituanienne du film)
- 2013 : Normal people don’t explode themselves (Nommé pour le Meilleur film étudiant aux prix de l'Académie lituanienne du film)
- 2015 : I'm Twenty Something (Meilleur film étudiant aux prix de l'Académie lituanienne du film)
- 2015 : Igloo (Meilleur film étudiant aux prix de l'Académie lituanienne du film)
- 2018 : Summer Survivors (3 prix de l'Académie lituanienne du film, prix du public du Festival del Cinema Europeo)
- 2023 : Slow (Meilleure réalisation au Festival de Sundance 2023)

- (en) Marija Kavtaradze: Awards, sur l'Internet Movie Database

### Nominations
- 2010 : Before Falling (Académie lituanienne du film)
- 2013 : Youngblood (Académie lituanienne du film)
- 2013 : Normal people don’t explode themselves (Académie lituanienne du film)
- 2015 : I'm Twenty Something (Académie lituanienne du film)
- 2015 : Igloo (Académie lituanienne du film)
- 2018 : Summer Survivors (Académie lituanienne du film,Festival del Cinema Europeo, Vilnius International Film Festival, Riviera International Film Festival, Film By The Sea International Film Festival, Athens International Fillm Festival, Lithuanian Association of cinematographers awards)
- 2023 : Slow (Sundance 2023, KVIFF)